# 1628
Cette page concerne l'année 1628  du calendrier grégorien.
L'année 1628 est une année bissextile qui commence un samedi.

## Événements
- 5 février : début du règne de Shâh Jahân, empereur moghol (fin en 1658)[1]. Khurram (1582-1666) troisième fils de Jahangir lui succède sous le nom de Shâh Jahân (« Roi du Monde »), après avoir mis à mort tous ses rivaux potentiels. Pendant son long règne, il mène une politique de conquête en Asie centrale et dans le Dekkan.
- 25 février : le comte de Montgomery reçoit du roi Charles Ier d'Angleterre la concession de la « province de Montgomery », comprenant Trinidad, Tobago et la Barbade ; après la protestation du comte de Carlisle, ce dernier obtient la Barbade le 7 avril[2].
- 7 juin, Inde : victoire des Sikhs sur Mukhlis Khan, général de Shâh Jahân, à Lohgarh[3].
- 22 juillet : le planteur irlandais Anthony Hilton colonise Niévès avec cent hommes[4].
- Juillet : 
  - fondation de Krasnoïarsk sur le Ienisseï en Sibérie[5].
  - Antônio Raposo Tavares organise à São Paulo une grande bandeira contre les réductions jésuites de Guairá (Paraná actuel) forte de 900 paulistes et mamelucos renforcés par 2 000 guerriers tupi ; de 40 000 à 60 000 Guaranis sont capturés entre 1628 et 1631[6].
- 28 août-29 novembre : premier siège de Batavia par le Sultan Agung[7].

- 9 septembre : le marin hollandais Piet Hein capture la flotte espagnole de l’argent qui vient de quitter Cuba, dans la baie de Mantazas[8].

- Début d'une rébellion paysanne en Chine du centre et du nord (fin en 1645)[9].
- Les Anglais quittent Batavia pour Banten[10].
- Une armée conjointe de Mongols et de Mandchous attaque les Tchakhars de Ligdan en Mongolie-intérieure et les refoulent vers l'ouest[11].

### Europe
- 3 janvier : Spinola, rappelé des Pays-Bas à Madrid, quitte Bruxelles[12].
- 1er février : l'empereur Ferdinand II délie de leur devoir de fidélité et d'allégeance tous les sujets des ducs de Mecklembourg-Schwerin Adolf Friedrich Ier et Johann Albrecht II, pour entente avec l'ennemi[13].

- 22 février : la dignité d'Électeur impérial est conférée au duc Maximilien Ier de Bavière, en reconnaissance des services exceptionnels rendus au Saint-Empire[14].
- 25 février : traité de partage du Montferrat entre la Savoie et l’Espagne. Il entraine la guerre de Succession de Mantoue (fin en 1630)[15]. Charles-Emmanuel Ier de Savoie s’empare de plusieurs places du Montferrat. Les Espagnols mettent le siège devant Casal (Italie) fin mars[16]. Les troupes françaises occupent la Savoie et le Piémont (février 1629-1631).

- 17 mars : Charles Ier d'Angleterre, pour remplir les caisses de l’État vidées par la guerre, convoque un nouveau Parlement. Face à l’intransigeance du roi, les deux chambres dressent une Pétition des droits, à l’instigation de John Pym, qui s’attaque aux pouvoirs discrétionnaires du roi en matière de fiscalité et de juridiction et évoque les libertés héritées. À Londres et à Bristol, la population salue la pétition par des manifestations de joie. Charles accepte la pétition le 7 juin mais en ignore les dispositions[17].
- 1er avril : échec de la conjuration du riche plébéien Vachero contre les nobles à Gênes, soutenue par le duc de Savoie[18].
- 21 avril : l’empereur nomme Wallenstein amiral des mers Baltiques et océanes[14].
- 30 avril : Wallenstein devient duc de Mecklembourg, qu'il reçoit en gage pour ses frais de guerre[19].
- 11-18 mai : échec d'une expédition navale anglaise devant La Rochelle, conduite par Lord Denbigh[20].
- 23 mai : le général Armin, lieutenant de Wallenstein, commence le siège du port hanséatique de Stralsund, qu'il devra lever au bout de onze semaines, après que les Suédois auront secouru la ville[21]
- 7 juillet : Wallenstein arrive devant Stralsund, donne deux assauts et lève le siège le 25 juillet.
- 10 août : naufrage du Vasa, navire de guerre construit pour le roi Gustave II Adolphe de Suède lors de son voyage inaugural, dans une chenal à la sortie du port et on peut visiter l’épave entière du navire dans un musée de Stockholm[22].
- 22 août : bataille de Wolgast remportée par l'armée impériale de Wallenstein et Rudolf von Tiefenbach (de) sur l'armée danoise de Christian IV[21].
- 23 août : le duc de Buckingham est assassiné à Portsmouth par Felton[23].
- 28 octobre : capitulation de La Rochelle[20].

- Ferdinand de Styrie donne aux nobles protestants de Styrie le choix entre la conversion et l’émigration : 800 familles quittent le pays pour l’Allemagne[24].
- Soulèvement de l’Ouest de l'Angleterre contre les tentatives du gouvernement pour enclore et réduire les forêts royales, mené par Lady Skimmington (Madame Charivari) (1628-1631)[25].

## Naissances en 1628
- 12 janvier : Charles Perrault, écrivain français († 16 mai 1703).

- 1er février : Jan Hackaert, peintre néerlandais († 1685).
- 5 février : César d'Estrées, cardinal français, évêque de Laon († 18 décembre 1714).

- 10 mars : Marcello Malpighi, médecin, père de l'histologie († 29 novembre 1694).
- ? mars Abraham Furnerius, peintre néerlandais († mai 1654).

- ? avril : Isaac van Duynen, peintre néerlandais († vers 1680).

- 1er mai : Barthélémi Hopfer, peintre allemand († 27 octobre 1699).
- 15 mai : Carlo Cignani, peintre baroque italien de l'école bolonaise († 6 septembre 1719).

- 27 juin : Reyer van Blommendael, peintre néerlandais († 23 novembre 1675).

- 31 août : Andries Beeckman, peintre néerlandais († 9 août 1664).

- 11 octobre : Vincent van der Vinne,  peintre néerlandais († 28 juillet 1702).
- 22 octobre : Jan Vermeer van Haarlem l'ancien, peintre néerlandais († 25 août 1691).

- 25 décembre : Noël Coypel, peintre français († 24 décembre 1707).

- Vers 1628 : Jacob van Ruisdael, peintre néerlandais († 14 mars 1682).

## Décès en 1628
- 14 janvier : Francisco Ribalta, peintre espagnol (° 2 juin 1565).
- 23 janvier : Nicolas Lespagnol, lieutenant des habitants de Reims (° 6 novembre 1566).
- 31 janvier : Abraham van den Blocke, architecte et sculpteur prussien d'ascendance flamande (° 1572).

- 3 février : Simon Goulart, théologien et humaniste français (° 20 octobre 1543).
- 8 février :
  - François d'Escoubleau de Sourdis, cardinal français, archevêque de Bordeaux (° 25 octobre 1574).
  - Louis de Vervins, ecclésiastique dominicain français, archevêque de Narbonne (° 4 août 1557).

- 12 mars : John Bull, compositeur, musicien et facteur d'orgue anglo flamand (° 1562 ou 1563).
- 29 mars : Tobias Matthew, prince-évêque de Durham, puis archevêque d'York (° 1546).

- 18 avril : Jan Harmensz Muller, peintre, dessinateur, et graveur néerlandais (° 1er juillet 1571).
- 22 avril : François Savary de Brèves, diplomate et orientaliste français (° 1560).

- 7 mai : Tomàs Maluenda, religieux de l'ordre des Prêcheurs et historien espagnol (° mai 1566).

- 8 juin :
  - Rudolf Goclenius l'Ancien, professeur allemand qui enseigna la philosophie, la logique, la métaphysique et l'éthique à l'université de Marbourg (° 1er mars 1547).
  - Hirano Nagayasu, samouraï durant l'époque Azuchi-Momoyama (° 1559).
- 25 juin : François Pareja, missionnaire franciscain et linguiste espagnol (° 1570).

- 9 juillet : Anaukpeitlun, roi de Birmanie (° 21 janvier 1578).
- 12 juillet : Jean Curtius, industriel et financier liégeois (° 1551).
- 28 juillet : Ōkubo Tadachika, daimyō du domaine d'Odawara dans la province de Sagami au début de l'époque d'Edo de l'histoire du Japon (° 1553).
- 29 juillet : Muzio Pansa, philosophe, poète et bibliographe italien (° 2 avril 1565).

- 1er août : Jules-César Boulenger, historien et jésuite français (° 1558).
- 5 août : Peter Philips, prêtre catholique, compositeur, virginaliste et organiste anglo-flamand (° 1560 ou 1561).
- 6 août : Charles Miron, évêque d'Angers puis archevêque de Lyon (° 1569).
- 23 août : George Villiers de Buckingham, 1er comte puis duc de Buckingham (° 28 août 1592).
- 25 août : Bernardine de Lippe, comtesse de Lippe et de Leiningen-Leiningen (° 14 octobre 1563).

- 2 octobre : Torii Tadamasa, premier daimyō du domaine d'Iwakidaira dans la province de Mutsu au Japon (° 1567).
- 5 octobre : Charles Errard l'Ancien, peintre et architecte français (° 1570).
- 14 octobre :
  - Inaba Masanari, samouraï de l'époque Azuchi Momoyama jusqu'au début de l'époque d'Edo (° 1571).
  - Palma le Jeune, peintre maniériste italien (° 1544).
- 16 octobre : François de Malherbe, poète français (° vers 1555).
- 24 octobre : George Montaigne, ecclésiastique anglican, évêque puis archevêque (° 1569).

- 8 novembre : Baldassare Croce, peintre italien (° 1558).
- 14 novembre : Nicolas Trigault, prêtre jésuite des Pays-Bas méridionaux (° 3 mars 1577).
- 15 novembre : Roque González de Santa Cruz, prêtre jésuite hispano-paraguayen (° 1576).

- 4 décembre :
  - Thomas Platter le Jeune, botaniste et médecin suisse (° 24 juillet 1574).
  - René de Rieux, militaire français (° 1548).
- 11 décembre : César d'Este, duc de Modène et de Reggio (° 1er octobre 1562).

- Date précise inconnue :
  - Joachim de Beauvoir du Roure, officier français (° 1577).
  - Peter Candid, peintre maniériste flamand (° 1548).
  - Michael Cavendish, compositeur anglais (° vers 1565).
  - Adam Sędziwój Czarnkowski, voïvode de Łęczyca et staroste général de Grande-Pologne (° 1555).
  - Ding Yunpeng, peintre chinois (° 1547).
  - Alfonso Ferrabosco II, compositeur et joueur de viole de gambe anglais d'origine italienne (° vers 1575).
  - Marc de Maillet, poète français (° 1568).
  - Mi Wanzhong, peintre chinois (° 1570).
  - Leonardo Torriani, ingénieur militaire et architecte d'origine italienne (° vers 1559).
  - Yi Su-gwang, lettré coréen (° 1563).

- Vers 1628 :
  - Hans Heinrich Wägmann, peintre, dessinateur et cartographe suisse (° 12 octobre 1557).
  - Richard Warren, passager du Mayflower et signataire du Mayflower Compact (° vers 1578).